# 田應璜
田應璜（1866年—1927年），字子琮，山西省大同府渾源州人，中華民国政治人物。屬於北洋政府、皖系。

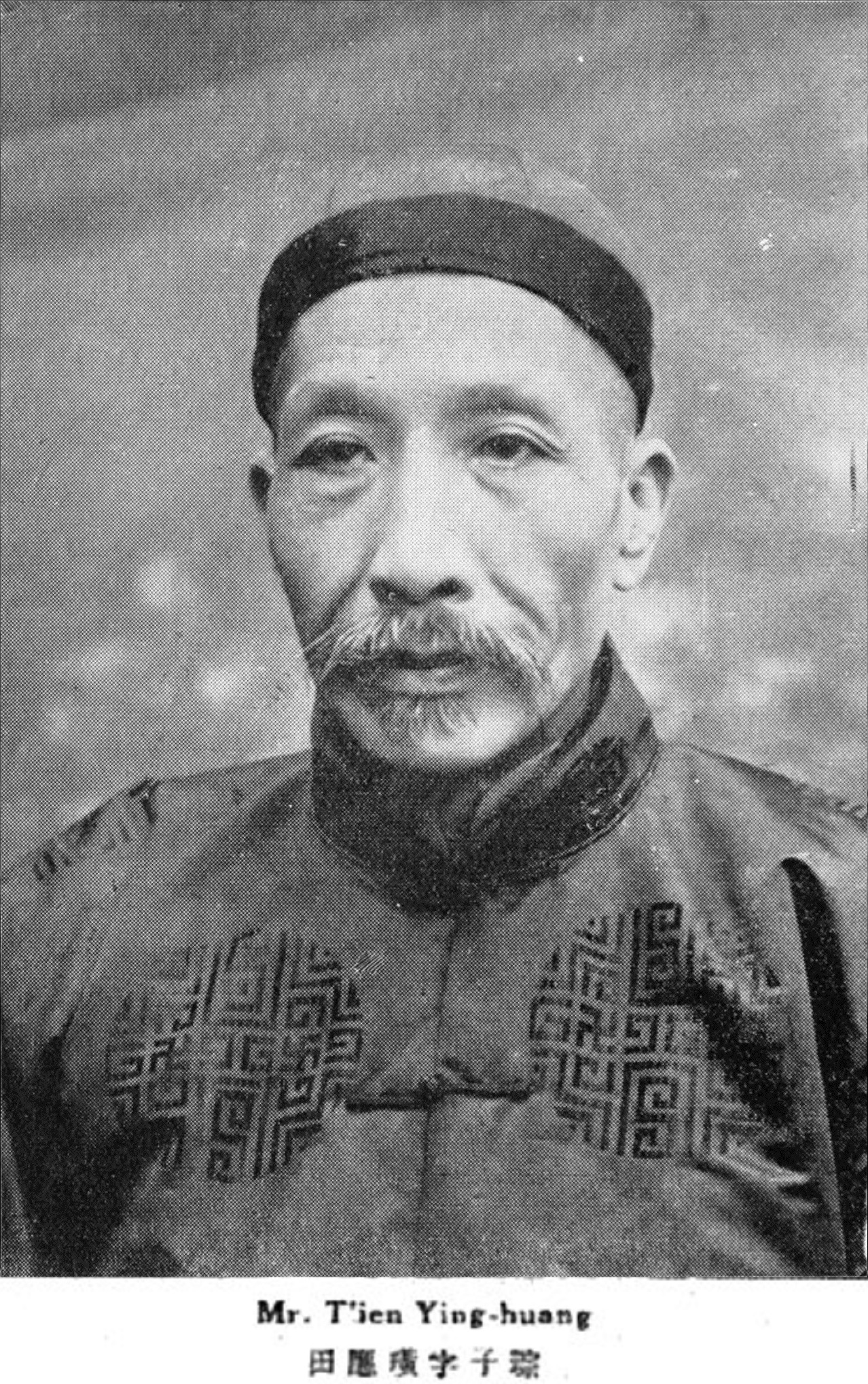

## 生平
田應璜是清朝光绪甲午科舉人，保试经济特科；历任山西屯留县教谕、河东商学训导、湖北来凤县、恩施县知县、候补直隶州知州，获传旨嘉奖；历充山西大学堂教员、河东师范学堂监督。
1912年（民国元年），他任施鶴司令部参謀長、山西都督府高等顧問兼民政事务处协理、护理山西歸綏觀察使。翌年，他任民元國會参議院議員。后来他任清史馆校勘兼协修。1914年（民国3年）6月，他任約法会議議員。
1916年（民国5年），国会重開，他重任参議院議員。同年5月至8月，任山西大学校校长。翌年9月，他任中华民国臨時参議院議員，組織憲法協議会。1918年（民国7年）3月，王揖唐組織安福俱樂部，他任幹部。8月安福国会成立，他當選副議長。
1926年（民国15年）6月，他署理内務總長，7月初辞任。1927年（民国16年），他任安国軍總司令部政治討論会会員。
1927年去世，享年62嵗。

## 著作
- 中国历史课程初编[3]
- 东瀛行记[3]
- 我斋诗文稿[3]

## 家庭
- 长子：田汝弼
- 次子：田汝庚